# Carlos Kirmayr
Carlos Kirmayr, né le 23 septembre 1950 à São Paulo, est un joueur de tennis brésilien.

## Parcours dans les tournois duGrand Chelem

### En simple
| Année | Open d'Australie | Open d'Australie | Internationaux de France | Internationaux de France | Wimbledon       | Wimbledon    | US Open         | US Open    | Open d'Australie | Open d'Australie |
| ----- | ---------------- | ---------------- | ------------------------ | ------------------------ | --------------- | ------------ | --------------- | ---------- | ---------------- | ---------------- |
| 1975  | —                | —                | 3e tour (1/16)           | E. van Dillen            | 2e tour (1/32)  | B. Gottfried | 1er tour (1/64) | T. Waltke  | n.o.             | n.o.             |
| 1976  | —                | —                | 1er tour (1/64)          | J. Fillol                | 3e tour (1/16)  | R. Tanner    | —               | —          | n.o.             | n.o.             |
| 1977  | —                | —                | —                        | —                        | 1er tour (1/64) | A. Stone     | —               | —          | —                | —                |
| 1978  | n.o.             | n.o.             | 1er tour (1/64)          | T. Moor                  | 1er tour (1/64) | V. Amritraj  | —               | —          | —                | —                |
| 1979  | n.o.             | n.o.             | —                        | —                        | 2e tour (1/32)  | P. Dupré     | —               | —          | —                | —                |
| 1980  | n.o.             | n.o.             | —                        | —                        | —               | —            | —               | —          | —                | —                |
| 1981  | n.o.             | n.o.             | 1/8 de finale            | J. L. Clerc              | 3e tour (1/16)  | R. Frawley   | —               | —          | —                | —                |
| 1982  | n.o.             | n.o.             | 1er tour (1/64)          | F. González              | —               | —            | —               | —          | —                | —                |
| 1983  | n.o.             | n.o.             | 1er tour (1/64)          | J. Higueras              | —               | —            | 2e tour (1/32)  | J. Nyström | —                | —                |
| 1984  | n.o.             | n.o.             | 1er tour (1/64)          | M. Purcell               | 1er tour (1/64) | M. Dickson   | —               | —          | —                | —                |
| 1985  | n.o.             | n.o.             | —                        | —                        | —               | —            | —               | —          | —                | —                |
| 1986  | n.o.             | n.o.             | 1er tour (1/64)          | J. Kriek                 | 2e tour (1/32)  | M. Kratzmann | 1er tour (1/64) | N. Odizor  | n.o.             | n.o.             |

N.B. : à droite du résultat se trouve le nom de l'ultime adversaire.

### En double
| Année | Open d'Australie | Open d'Australie | Internationaux de France                                                                 | Internationaux de France                                                           | Wimbledon                                                                        | Wimbledon                                                                         | US Open | US Open | Open d'Australie | Open d'Australie |
| ----- | ---------------- | ---------------- | ---------------------------------------------------------------------------------------- | ---------------------------------------------------------------------------------- | -------------------------------------------------------------------------------- | --------------------------------------------------------------------------------- | ------- | ------- | ---------------- | ---------------- |
| 1974  | —                | —                | —                                                                                        | —                                                                                  | 1/8 de finale T. Koch \|\| style="text-align:left;" \| C. Drysdale T. Okker      | —                                                                                 | —       | n.o.    | n.o.             |                  |
| 1975  | —                | —                | 2e tour (1/16) F. Gentil \|\| style="text-align:left;" \| J. Hřebec J. Kodeš             | —                                                                                  | —                                                                                | 1er tour (1/32) F. Gentil \|\| style="text-align:left;" \| M. Lara J. Loyo Mayo   | n.o.    | n.o.    |                  |                  |
| 1976  | —                | —                | 2e tour (1/16) J. E. Mandarino \|\| style="text-align:left;" \| P. Bertolucci A. Panatta | 1er tour (1/32) J. Ganzábal \|\| style="text-align:left;" \| T. Okker M. Riessen   | —                                                                                | —                                                                                 | n.o.    | n.o.    |                  |                  |
| 1977  | —                | —                | 1er tour (1/32) J. L. Clerc \|\| style="text-align:left;" \| P. Hutka J. Simbera         | —                                                                                  | —                                                                                | —                                                                                 | —       | —       | —                |                  |
| 1978  | n.o.             | n.o.             | 2e tour (1/16) R. Cano \|\| style="text-align:left;" \| J. Kodeš T. Šmíd                 | 1er tour (1/32) R. Ycaza \|\| style="text-align:left;" \| D. Collings K. Hancock   | —                                                                                | —                                                                                 | —       | —       |                  |                  |
| 1979  | n.o.             | n.o.             | 1er tour (1/32) R. Ycaza \|\| style="text-align:left;" \| J.-L. Haillet P. Portes        | —                                                                                  | —                                                                                | —                                                                                 | —       | —       | —                |                  |
| 1980  | n.o.             | n.o.             | —                                                                                        | —                                                                                  | —                                                                                | —                                                                                 | —       | —       | —                | —                |
| 1981  | n.o.             | n.o.             | 2e tour (1/16) C. Motta \|\| style="text-align:left;" \| T. Moor E. Teltscher            | 1er tour (1/32) C. Motta \|\| style="text-align:left;" \| H. Günthardt B. Taróczy  | —                                                                                | —                                                                                 | —       | —       |                  |                  |
| 1982  | n.o.             | n.o.             | 2e tour (1/16) H. Leconte \|\| style="text-align:left;" \| T. Viljoen D. Visser          | —                                                                                  | —                                                                                | —                                                                                 | —       | —       | —                |                  |
| 1983  | n.o.             | n.o.             | 1/4 de finale C. Motta \|\| style="text-align:left;" \| P. Složil T. Šmíd                | —                                                                                  | —                                                                                | 1er tour (1/32) C. Motta \|\| style="text-align:left;" \| S. Brawley E. Fernandez | —       | —       |                  |                  |
| 1984  | n.o.             | n.o.             | 2e tour (1/16) C. Motta \|\| style="text-align:left;" \| M. Günthardt Z. Kuharszky       | 1er tour (1/32) C. Motta \|\| style="text-align:left;" \| P. Annacone M. De Palmer | —                                                                                | —                                                                                 | —       | —       |                  |                  |
| 1985  | n.o.             | n.o.             | —                                                                                        | —                                                                                  | —                                                                                | —                                                                                 | —       | —       | —                | —                |
| 1986  | n.o.             | n.o.             | 1er tour (1/32) C. Motta \|\| style="text-align:left;" \| S. Edberg A. Järryd            | 2e tour (1/16) D. Campos \|\| style="text-align:left;" \| C. Steyn D. Visser       | 1/8 de finale C. Motta \|\| style="text-align:left;" \| M. De Palmer G. Donnelly | n.o.                                                                              | n.o.    |         |                  |                  |

N.B. : le nom du ou de la partenaire se trouve sous le résultat ; le nom des ultimes adversaires se trouve à droite.